# Gelbgestreifter Husar
Der Gelbgestreifte Husar (Neoniphon marianus), auch Gelber Husar oder Langstachel-Husarenfisch genannt, ist ein Fisch aus der Familie der Soldaten- und Husarenfische und wird der Unterfamilie der Husarenfische zugeordnet.

## Beschreibung
Die Grundfarbe dieses bis zu 18 Zentimeter großen Fisches ist rot mit gelben Längsstreifen, die ihm seinen Namen geben. Der Gelbgestreifte Husar hat einen sehr langen Afterflossenstachel.
Der Gelbgestreifte Husar kann (wie andere Husarenfische auch) Geräusche produzieren. Dazu werden Muskeln kontrahiert; die Schwimmblase dient als akustischer Verstärker. Zu hören sind diese Laute, wenn sich der Fisch bedroht fühlt und verteidigt.

## Verbreitung und Lebensraum

Verbreitungskarte des Gelbgestreiften Husaren

Der Gelbgestreifte Husar lebt als einziger Vertreter der (nicht monophyletischen) Gattung Neoniphon in den Gewässern vor Florida und in der Karibik. Er kommt dort ab einer Meerestiefe von 20 Metern vor und ist gelegentlich noch in einer Tiefe von 70 Metern zu beobachten. Er lebt scheu und versteckt und hält sich bevorzugt an dunklen Riffstellen auf. 